# Rodrigo Chaves Robles
Rodrigo Alberto de Jesús Chaves Robles, född 10 juni 1961 i San Jose, är president i Costa Rica sedan 8 maj 2022. Han efterträdde Carlos Alvarado Quesada.